# Kohärer

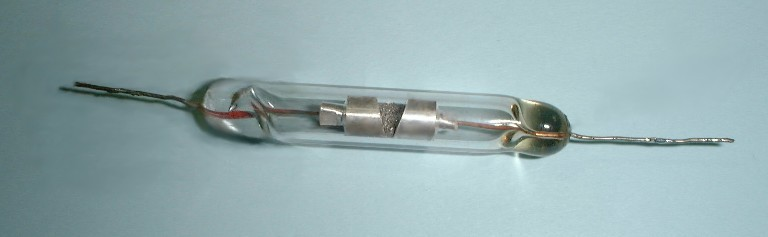
Kohärer

Prinzipieller Aufbau

Der Kohärer (von lat. cohaerere „zusammenhängen“, engl. coherer), im Deutschen auch als Fritter bezeichnet (vom Verb fritten für „zusammenbacken lassen“), dient zur Detektion von elektromagnetischen Wellen im Frequenzbereich von Radiowellen. Damit ist er ein Vorgänger der Detektordiode. Er besteht in der ursprünglichen Bauform aus einem elektrisch isolierenden Rohr, in der Regel Glas, aber auch Hartgummi/Ebonit, das teilweise mit Metallspänen, beispielsweise Eisenfeilspänen („Eisenfeilicht“) gefüllt ist. Das Rohr wird an beiden Enden mit Elektroden abgeschlossen, über die die anzuzeigenden elektromagnetischen Wellen von der Antenne zugeführt werden.
Der Kohärer wurde in den 1880er Jahren von dem Italiener Temistocle Calzecchi-Onesti entwickelt. Seine Berichte in der italienischen Fachzeitschrift „Il Nuovo Cimento“ fanden jedoch in der Fachwelt außerhalb Italiens wenig Beachtung. Unabhängig davon entwickelte in den 1890er Jahren Édouard Branly einen relativ empfindlichen Indikator für elektromagnetische Wellen. Kohärer werden heute nicht mehr eingesetzt und sind als historisches Gerät zu bezeichnen.

## Funktion

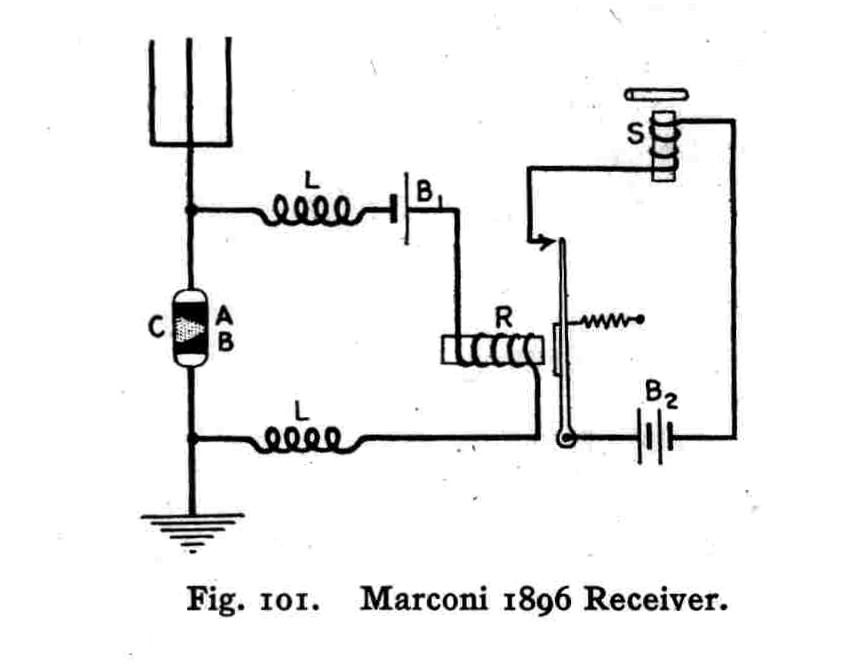
Empfänger mit Kohärer nach Marconi

Im Grundzustand ist die mit Metallspänen teilweise ausgefüllte Strecke zwischen den beiden Elektroden elektrisch praktisch nicht leitfähig. Treffen die von der Antenne eingefangenen elektromagnetische Wellen auf den Kohärer, so wird die Verbindung infolge Überschreitung der Frittspannung, auch Frittschlussspannung, niederohmig.
Da der Kohärer nach dem Eintreffen elektromagnetischer Wellen leitfähig bleibt, muss er wieder in den nichtleitenden Zustand zurückversetzt werden. Dazu reicht es aus, ihn mechanisch zu erschüttern, was z. B. beim Telegrafen durch einen Klöppel, ähnlich dem Klöppel einer elektrischen Klingel, bewirkt wird. Dieser Klöppel, auch als Dekohärer bezeichnet, wird gleichzeitig mit dem Morseschreiber durch das Telegrafenrelais angesteuert und entspricht funktionell dem Wagnerschen Hammer. Wichtig ist, dass der Klöppel mechanisch in der Richtung angeordnet ist, dass mit dem Abbrechen des Signals der Klöppel durch Federkraft auf den Fritter geschlagen wird und damit den Fritter nichtleitend macht. Erst wenn erneut ein Signal eintrifft, bewegen sich erneut Klöppel und ggfs. Relais.
Die Kombination aus Fritter, Klöppel, Telegrafenrelais und Morseschreiber ermöglichte in der Anfangszeit der Funktechnik, die damals sogenannten „drahtlosen Telegramme“ automatisch aufzuzeichnen.

## Quecksilberbasierter Kohärer
Eine Erweiterung, welche die meist aufwändigen mechanischen Konstruktionen zur Rücksetzung in den nichtleitenden Zustand vermied, war der quecksilberbasierte Kohärer. Er besteht aus einer flachen, mit Quecksilber gefüllten Schale. Das Quecksilber stellt eine Elektrode dar. Darüber befindet sich eine dünne Schicht elektrisch nichtleitenden Öls. In die Ölschicht wird von oben eintauchend eine dünne Metallplatte als zweiter elektrischer Kontakt angebracht. Die Metallplatte wird dabei so justiert, dass im Ruhefall der dünne Ölfilm zwischen Quecksilber und Metallplatte nicht abreißt – damit sind diese beiden Anschlüsse elektrisch voneinander getrennt. Trifft ein hochfrequentes Signal mit ausreichender Spannung auf die beiden Elektroden, so entsteht zwischen den Anschlüssen eine elektrisch leitfähige Verbindung, die auch für Gleichspannung durchlässig ist. Die Verbindung reißt selbständig wieder ab, wenn die hochfrequente Spannung abgeschaltet wird.
Nachteil dieser Konstruktion ist die notwendige genaue Justage der Metallplatte und die Lageempfindlichkeit der Anordnung, weshalb der quecksilberbasierte Kohärer keine weite Verbreitung fand. Der Quecksilberkohärer war sehr empfindlich. Erfunden wurde er von Luigi Solari nach einer Entdeckung von Prof. Tommassina in Genf 1899.

## Antikohärer
„Der Antikohärer besteht aus einer dünnen Metallfolie, die durch eine zickzackförmig eingeritzte feine Linie so durchschnitten ist, dass diese Trennungslinie auf kleiner Fläche eine möglichst große Länge erreicht. Verbindet man die beiden Folienhälften, bez. deren Anschlussklemmen in der Weise, dass ein Element, ein Vertikalgalvanometer und der Antikohärer in einen Stromkreis hintereinandergeschaltet sind, so wird das Galvanometer einen Ausschlag zeigen, wenn man durch zartes Behauchen einen geringen Feuchtigkeitsüberzug auf der Metallplatte hervorruft. Treffen jetzt elektrische Wellen auf den Apparat, so wird der Widerstand des Antikohärers plötzlich größer, und das Galvanometer geht in seine Nulllage zurück, um nach Aufhören der Bestrahlung wieder einen Ausschlag zu geben.“ Der Antikohärer wird auch als Antifritter bezeichnet.